# Cephalops philippinensis
Cephalops philippinensis är en tvåvingeart som först beskrevs av Hardy 1949.  Cephalops philippinensis ingår i släktet Cephalops och familjen ögonflugor. Inga underarter finns listade i Catalogue of Life.